# XEAD-AM
XEAD-AM es una estación de radio localizada en la ciudad de Guadalajara, Jalisco.
Transmite en los 1150 kHz de la banda de Amplitud Modulada con 50 kW de potencia las 24 horas. Actualmente se le conoce como Radio Metrópoli.

## Historia
Es una estación de radio hablada en el occidente de México. Originaria de Aguascalientes, por Alejandro Díaz Guerra y otros, llega a Guadalajara en 1939, como la "Radio Anunciadora Kist" , donde su patrocinador era una empresa refresquera.
En 1953 se llama Radiocentro de Jalisco y está en competencia con Canal 58, de la familia López Agredano. Dependía de la publicidad y contenido de la Ciudad de México.
1964. Cambia su nombre a Radio Comerciales . En 1967 su identicativo en FM, es la Buena Onda XEAD-FM. En 1967 fallece su creador.
1972. Emite un noticiario Nocturno "Diario Informativo del Aire".
En 1974. Se crea el sistema informativo Inforjal (Información Jalisco) por Cecilia Díaz Romo y Marcos Arana Cervantes y llegaba hasta el DF. Enlazaba estaciones de radio del Pacífico, Occidente y Bajío. Inicialmente dependía en 90% de la información del teletipo, onda corta de Francia, EE. UU. A. y Egipto, y 10% era local o regional de periódico. Meses después cada vez buscaba la nota local.
En 1980, cambia su nombre a Notisistema y crea Radio Metrópoli, la primera estación dedicada exclusivamente a las noticias con una barra matutina de tres horas y debates.
1985, 18 de marzo, se crea la Operadora Unidifusión, a la cual pertenece.
En junio de 2000, es creado el sitio web notisistema.com, donde se pueden consultar las noticias y los noticiarios en audio, por 2007 se guardan los programas en formato de Podcast; en mayo de 2009 crea su cuenta de Twitter.
El 20 de noviembre de 2012 crea una aplicación para dispositivos iOS de Apple (iPhone e iPad) y en 26 de mayo de 2013 para los dispositivos Android.
Fuente:
Alán René Coronado Ponce, (2004) "La radiodifusión familiar en México y su inserción en la dinámica de concentración de medios: un estudio de caso en Guadalajara", Tesis de Maestría en Comunicación, Universidad de Guadalajara.

2019 Las 3 Estaciones Hermanas de Unidifusión Son 
XEAD-AM 1150 / XEAD-FM 101.9 y XETIA-FM 97.9
- Datos: Q19950822